# Política de Singapura
A política de Singapura é caracterizada por um sistema de partido dominante. O partido do governo Partido de Ação Popular domina os processos políticos da república parlamentarista com constituição em vigor desde 1959, obtendo 82 dos 84 assentos do parlamento nas eleições de 2006. Existem ainda os partidos políticos menores, como o Partido dos Trabalhadores de Singapura (WP) e o Partido Democrático de Singapura (SDP), entre outros.

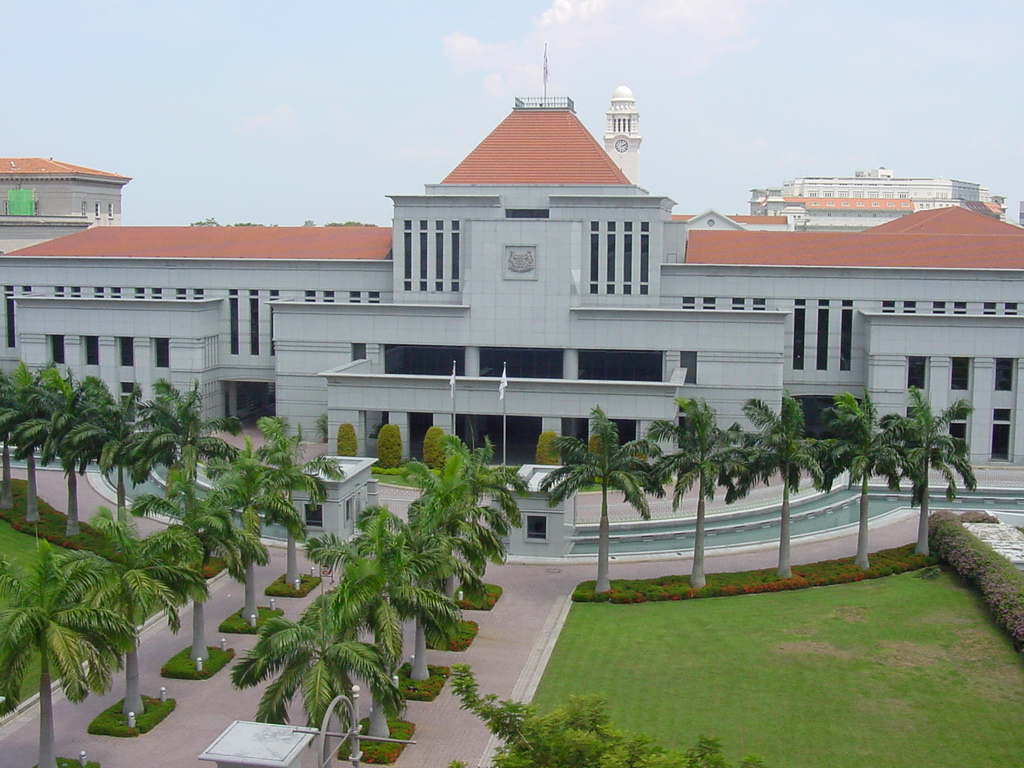
Prédio do Parlamento de Singapura.

O atual presidente de Singapura é Halimah Yacob (desde 2017) e o atual primeiro-ministro do país é Lee Hsien Loong (desde 2004).